# Aurora (mitologia)
Aurora (em latim: Aurora, em grego: Αουρόρα), na mitologia romana é uma titânide e uma deusa do amanhecer. Aurora é equivalente à deusa Eos da mitologia grega e à deusa hindu Ushas.
Nas histórias romanas, Aurora renovava-se todas as manhãs ao amanhecer e voava pelos céus anunciando a chegada do amanhecer.
Aurora é filha dos titãs Hiperião e Teia, tendo como parentes seus dois irmãos, o Sol, divindade solar (equivalente a Hélio na mitologia grega) e Luna, a deusa da lua (equivalente a Selene, na mitologia grega). Também tinha muitos maridos e quatro filhos, os ventos Norte, Leste, Oeste e Sul, um dos quais foi morto.
Um de seus maridos era Titono, a quem ela havia inicialmente tomado como amante. Aurora pediu a Júpiter para conceder a imortalidade a Titono, no entanto, deixou de pedir-lhe a juventude eterna. Como resultado, Titono acabou envelhecendo eternamente.

## Alusões na literatura
- Dante Alighieri, no Purgatório, refere-se a Aurora como a concubina de Titono.[5]

- William Shakespeare faz referência a ela em Romeu e Julieta.[6]

## Alusões na pintura

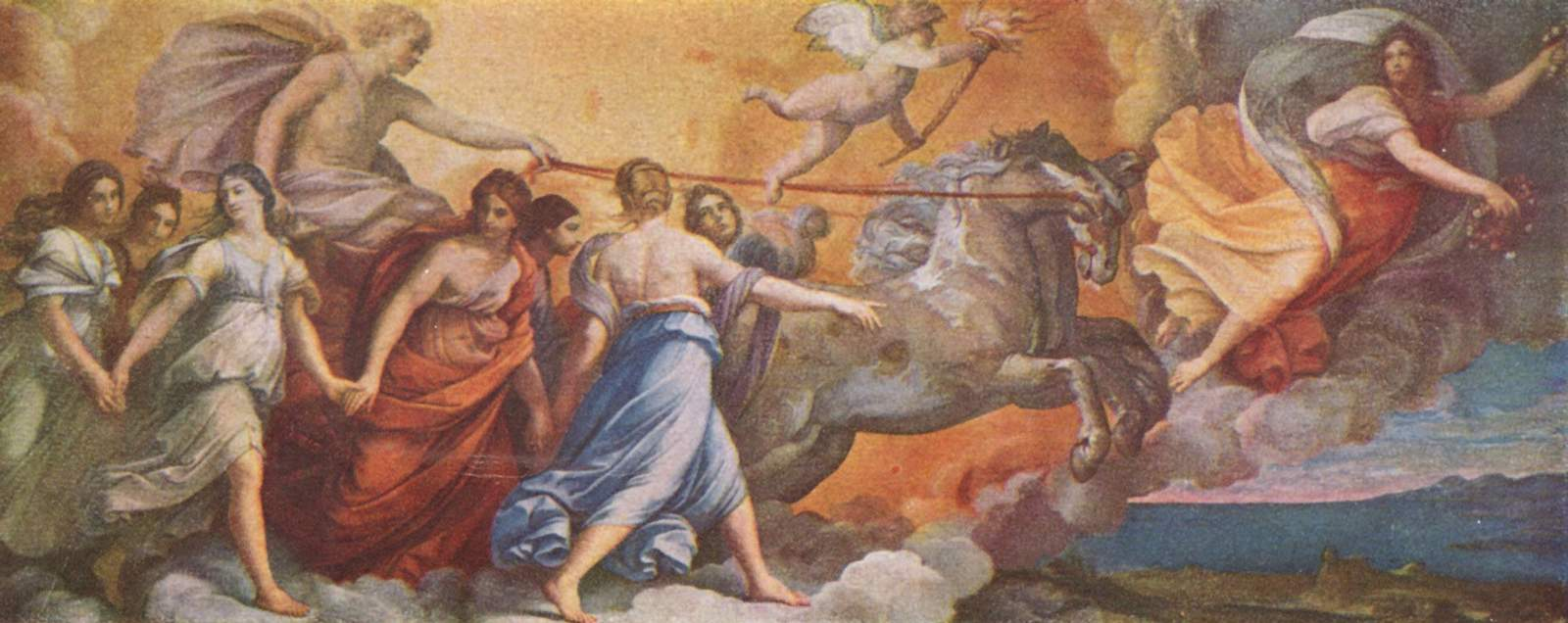
Aurora (1614), de Guido Reni, no Palazzo Pallavicini-Rospigliosi, Roma
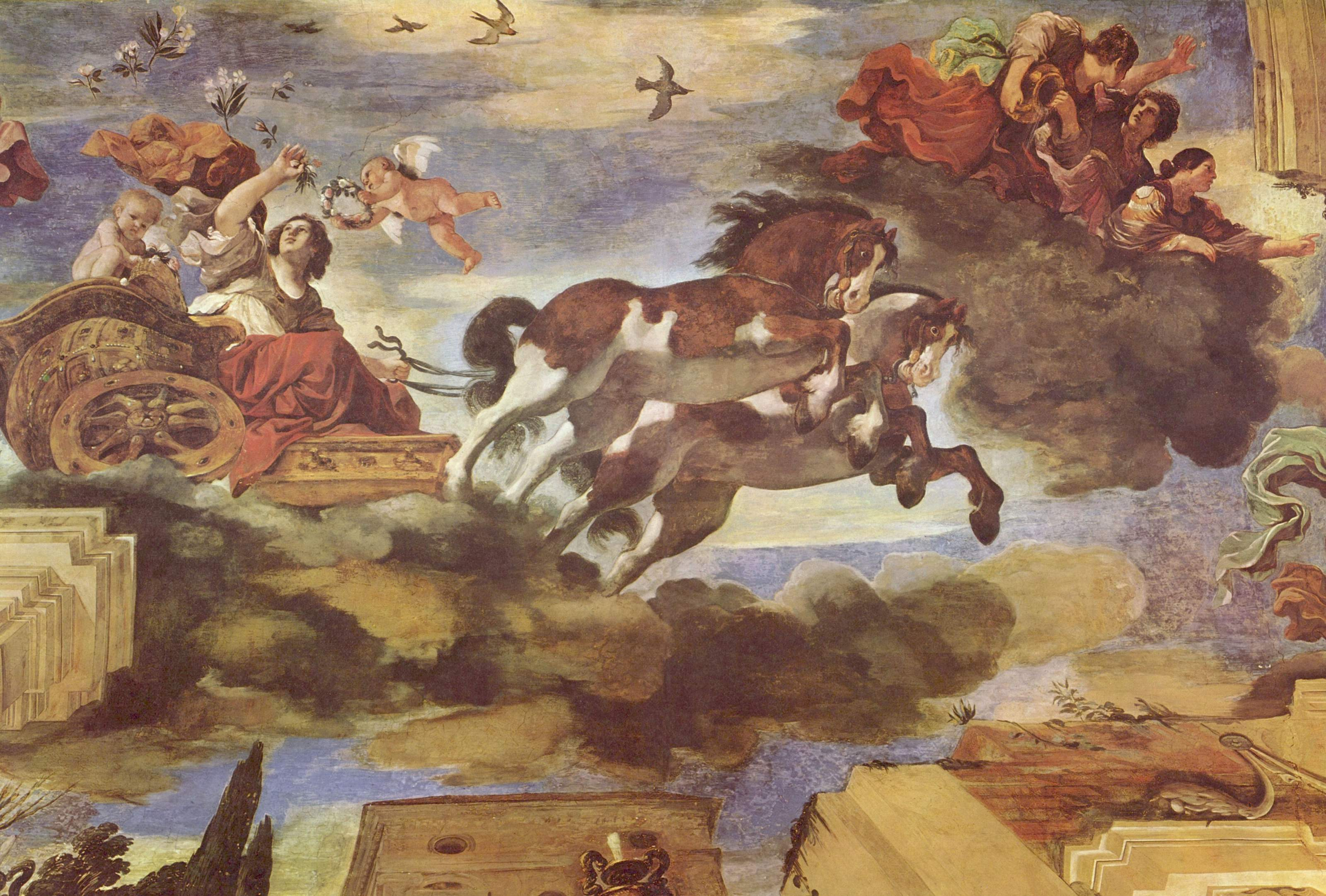
Aurora (1621), de Guercino, na Villa Ludovisi, Roma
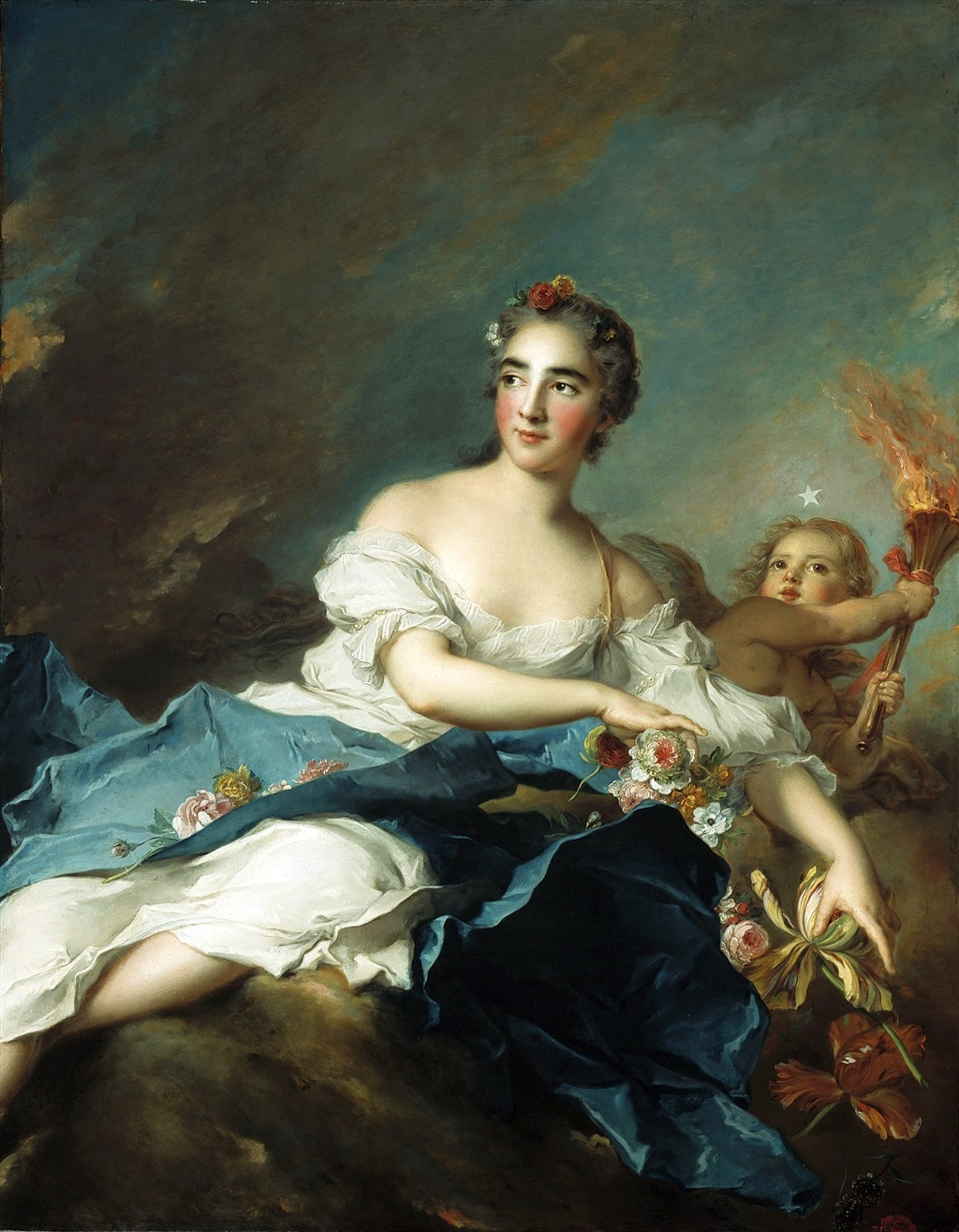
A condessa de Brac como Aurora (1741), de Jean-Marc Nattier
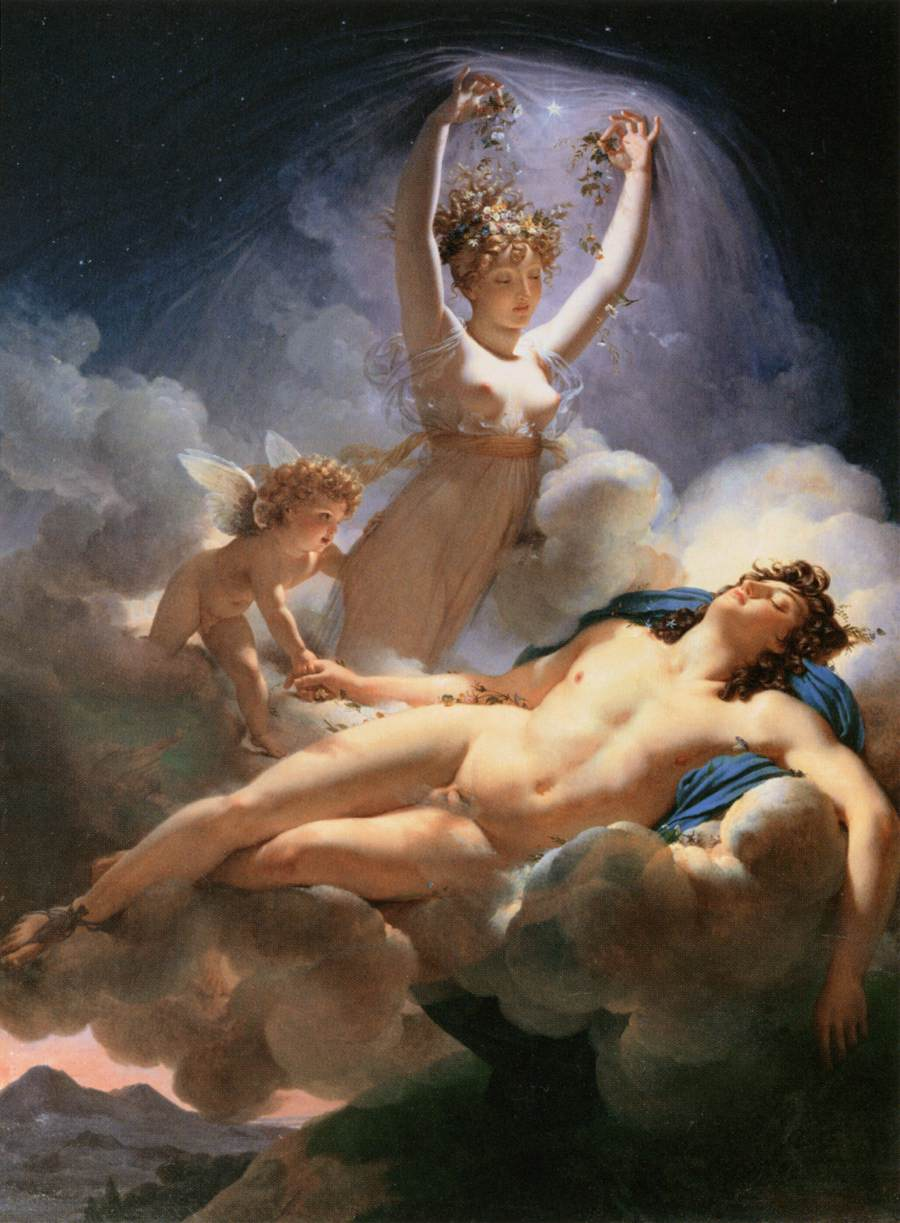
Aurora e Céfalo (1810), de Pierre-Narcisse Guérin
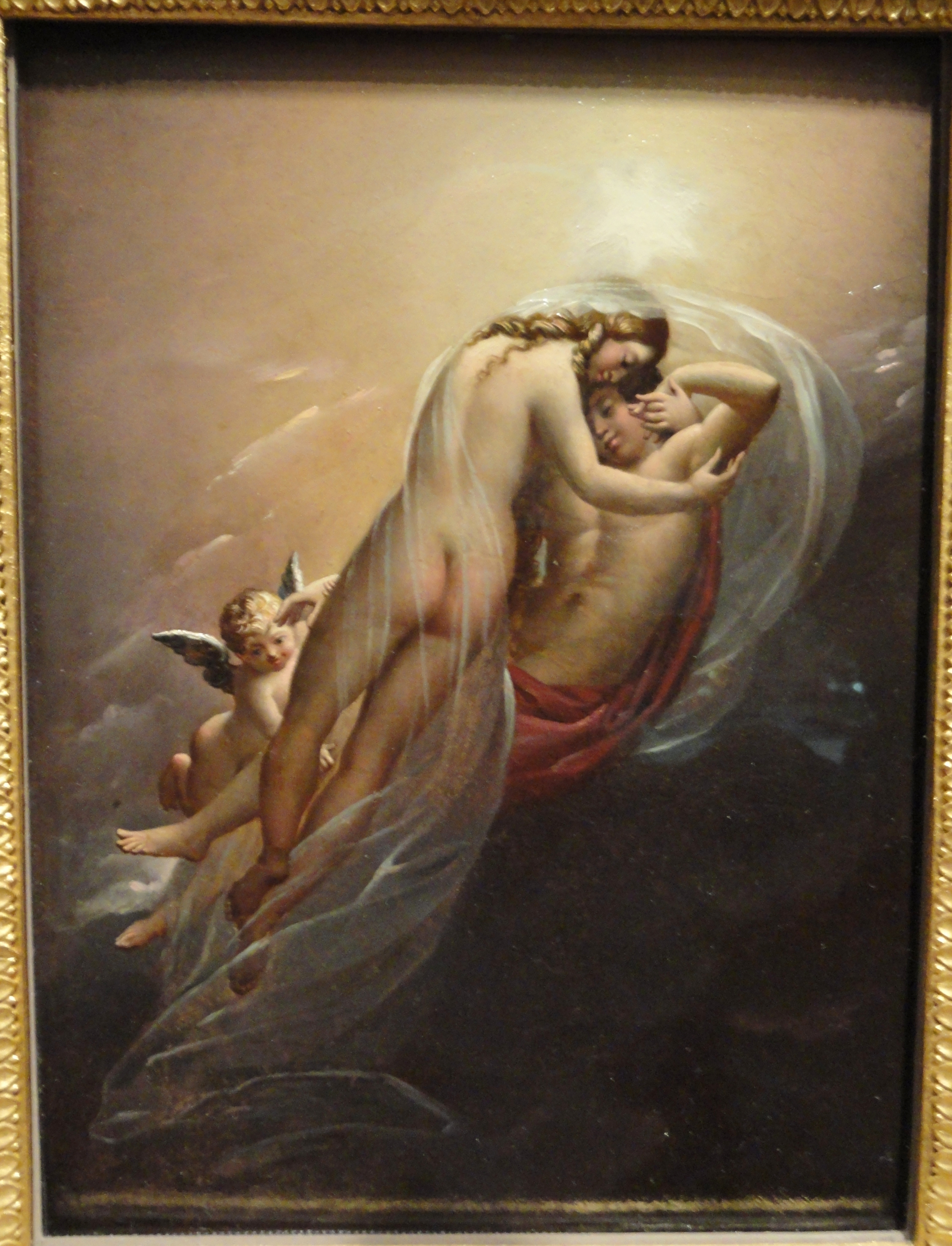
Aurora e Céfalo (1810), de Anne-Louis Girodet de Roussy-Trioson
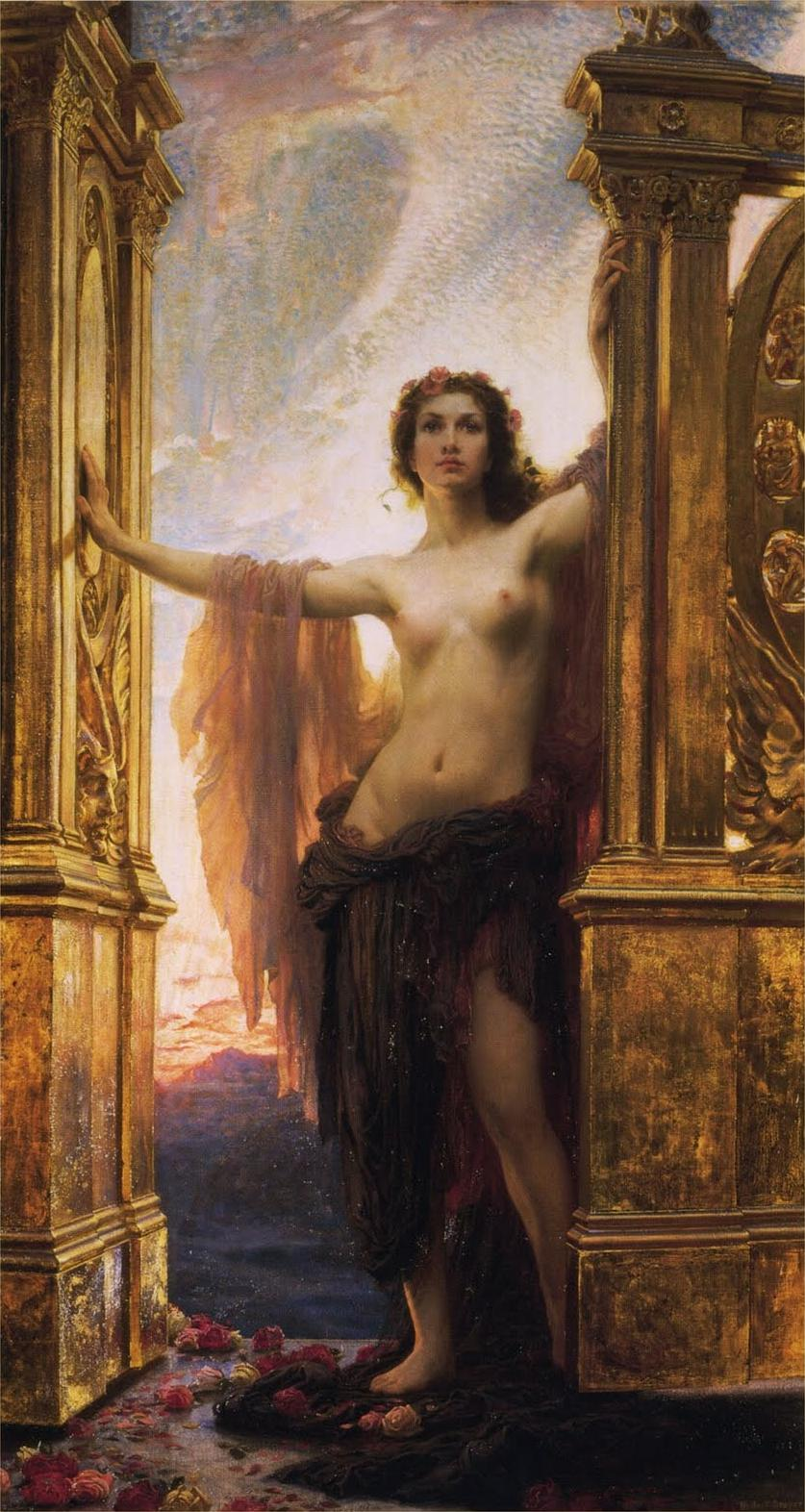
The Gates of Dawn (1900), de Herbert James Draper